# The Brandsma Review
The Brandsma Review es un periódico bimensual conservador católico de circulación en Irlanda. Toma su nombre de San Titus Brandsma, sacerdote carmelita conocido por su oposición al régimen nazi y ejecutado en Dachau. Su lema es Pro Vita, Pro Ecclesia Dei et Pro Hibernia (latín) que se traduciría como 'por la vida, por la Iglesia de Dios y por Irlanda'.
El periódico fue fundado tras el Caso X, la renuncia del Obispo Casey de Galway en 1992 y ha mantenido una posición constante provida, sosteniendo que la eutanasia y los experimentos con embriones son iguales al aborto.  
La leyenda 'Ecclesia Dei' es una referencia al documento del papa Juan Pablo II, Ecclesia Dei Adflicta el cual se refiere a la Misa Tridentina, pero esta no es una posición unánime entre el consejo editorial. Al mismo tiempo, la Review intenta cultivar una amplia presentación de la cultura católica y tiene corresponsales en Estados Unidos, Europa y las antípodas.
El fundador y editor de The Brandsma Review es Nick Lowry, un editor de noticias retirado que trabajó en Radio Telifís Éireann. El modelo original utilizado es el de la Ballintrillick Review, la cual estuvo en circulación en Irlanda en la década de 1980, hasta que su editor, Doris Manley, falleció de cáncer.
- Datos: Q7719851